# Jacó Esvetoslau

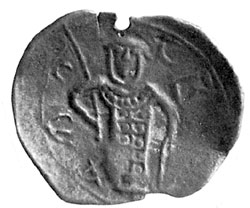
Moeda cunhada por Jacó Esvetoslau atuando como um monarca independente com sua própria imagem em vestes militares

Jacó Esvetoslau (em búlgaro: Яков Светослав; romaniz.: Yakov Svetoslav) (c. décadas de 1210/1220–1275 ou 1276/1277) foi um proeminente nobre búlgaro (boiardo) cuja originário de um dos principados russos vizinhos do Império Búlgaro na época. Tendo recebido o título de déspota, Jacó governou um amplo domínio de forma semi-autônoma, provavelmente centrado na cidade de Sófia. Buscando ainda mais independência e reivindicando para si o título de imperador da Bulgária, ele trocou por duas vezes sua lealdade entre os búlgaros e o Reino da Hungria e vice-versa. Os húngaros, por sua vez, reconheceram a pretensão real na Bulgária como a de um vassalo de seu rei e monarca de Vidin (Bdin medieval).

## Déspota na Bulgária
A origem exata de Jacó Esvetoslau não é clara, embora se saiba que ele era ou nobre russo ou filho de um. Jacó ou seu pai muito provavelmente chegaram na Bulgária junto com os refugiados russos da invasão mongol na primeira metade do século XIII. O historiador Plamen Pavlov teoriza que ele seria um descendente dos príncipes (knyaze) da Rússia de Quieve e estima que ele tenha nascido entre a década de 1210 e 1220. No final da década de 1250, Jacó Esvetoslau já era um nobre poderoso e influente. Ele casou-se com uma filha de Teodoro II Láscaris com a filha de João Asen II, Helena. Em 1261, ele já era um déspota, um dos mais altos postos na hierarquia cortesã búlgara, um título que provavelmente lhe foi dado por seu próprio suserano, o monarca da Bulgária, e não pelo imperador bizantino, provavelmente Constantino Tico, de que era próximo. Com este posto, o czar deu-lhe o controle de um domínio ao sul de Vidin, na região ocidental do império. As fontes bizantinas indicam que suas terras estavam "perto de Hemo" (a cordilheira dos Bálcãs), portanto perto de Sófia, entre os domínios húngaros ao norte e a Macedônia ao sul.
Em 1261, Jacó comandou as forças búlgaras numa guerra contra a Hungria perto de Severin (Valáquia ocidental) e, em 1262, é possível que ele tenha lutado contra os bizantinos, pois um exército imperial invadiu suas terras no ano seguinte para uma campanha retaliatória. Os laços preexistentes entre Jacó e sua terra natal na Rússia são evidentes em seu pedido ao patriarca da Bulgária para que lhe fosse feita uma cópia do Nomocano, que ele depois enviou para Cirilo III, o metropolita de Quieve. O presente foi ainda suplementado com uma carta de Jacó na qual ele chama o metropolita de "bispo de toda a terra russa... dos meus ancestrais". A cópia termina com uma passagem na qual Jacó é chamado de "déspota búlgaro". Ele também mandou cunhar suas próprias moedas, que traziam imagens imperfeitas de São Demétrio de Tessalônica ou do próprio Jacó, vestido para a guerra, com elmo e empunhando uma espada.

## Monarca de Vidin

Mapa dos Bálcãs na segunda metade do século XIII mostrando o território de Jacó Esvetoslau

Em 1263, a situação da Bulgária estava longe de estabilizada, pois Constantino enfrentava tanto a ameaça de seu predecessor, Mitso Asen quando uma invasão em larga escala dos bizantinos. Como o czar não conseguiu ajudar Jacó contra o avanço bizantino, ele buscou ajuda de seu vizinho ao norte, o rei da Hungria Estêvão V, que conseguiu expulsar os invasores das terras de Jacó e, invertendo a situação, invadiu territórios controlados pelos bizantinos. Livre da ameaça, Jacó Esvetoslau submeteu-se à suserania de seu salvador húngaro. Estêvão V nomeou-o governador da província de Vidin, às margens do Danúbio, governada antes para a Hungria pelo finado Rostislau III da Novogárdia, e permitiu-lhe que ele mantivesse suas terras mais ao sul. Se Jacó não tivesse se tornado vassalo da Hungria em Vidin, a Bulgária teria recobrado o controle sobre a cidade em 1263.
No ano seguinte, porém, a Hungria mergulhou em outra guerra civil entre Estêvão V e seu pai, Béla IV. Temendo uma vingança búlgara e a perda de seu principal aliado caso Béla IV terminasse vitorioso, em 1265 Jacó Esvetoslau uma vez mais trocou de lado e aceitou a autoridade de Constantino Tico. Os dois cruzaram o Danúbio no mesmo ano e atacaram as fortalezas húngaras na margem norte do rio. Na primavera de 1266, porém, Estêvão V se estabeleceu como único monarca de toda a Hungria e, em 23 de junho, conquistou Vidin depois de um breve cerco. Duas ondas de raides húngaros devastaram a província e invadiram as terras de Constantino. Apesar da resistência búlgara, muitas cidades foram conquistadas, incluindo Pleven. Mesmo com a deserção anterior de Jacó Esvetoslau, os húngaros restauraram-no ao governo de Vidin para servir como marionete aos interesses do reino. Em 1266, ele chegou a ser chamado de "tsar dos búlgaros" (imperator Bulgarorum) nas fontes húngaras, possivelmente para encorajar a rivalidade entre ele e Constantino pelo trono da Bulgária ou simplesmente para satisfazer as ambições de Jacó.

## Submissão final à Bulgária e morte
A morte de Estêvão V em 1272 foi seguida pela ascensão de seu filho, o infante Ladislau IV, tendo Isabel, a Cumana, a rainha consorte e mãe do garoto como regente. Na época, Jacó ainda estava em Vidin como vassalo da Hungria. Provavelmente em 1273, o controle húngaro sobre Braničevo, a oeste do domínio de Jacó, foi encerrado por dois nobres búlgaro-cumanos, Darman e Kudelin. Com o acesso aos seus suseranos húngaros interrompido e tendo que enfrentar a ameaça de um ataque búlgaro pelo leste, Jacó novamente se submeteu ao jugo búlgaro. Ele chegou à capital, Tarnovo, para negociar sua submissão com a consorte de Constantino, Maria Cantacuzena, que era a nobre mais poderosa na corte por causa da paralisia do tsar. Na capital, Jacó foi formalmente adotado como filho por Maria, que era muito mais nova que ele, como seu segundo filho logo depois do herdeiro aparente Miguel Asen II. Esta adoção solidificou os laços de Jacó com a corte e significava que ele poderia manter com segurança seu domínio autônomo como vassalo búlgaro. Ele também tinha esperanças de ascender ao trono expulsando Miguel quando Constantino morresse. Suspeitando de suas reais intenções, acredita-se que ele tenha sido envenenado a mando de Maria em 1275 ou 1276/1277, imediatamente antes da Revolta de Lacanas.
Enquanto o destino da cidade de Vidin é incerto, pelo menos parte das terras de Jacó certamente caíram novamente sob o controle direto búlgaro quando ele morreu.